# Čestmír Šlapeta
Čestmír Šlapeta, křtěný Čestmír Albert (9. prosince 1908 Místek – 1. července 1999 Gauting) byl český architekt.

## Život
Čestmír a Lubomír Šlapetové se narodili 9. prosince 1908 v Místku v rodině obchodníka Josefa Šlapety a jeho ženy Marie rodem Hlouškové z Přívozu.. Zde navštěvovali obecnou školu a společně ještě i české reálné gymnázium (dnešní Obchodní Akademie na Palackého třídě). Odtud však ještě před ukončením studia (roku 1923) odešli na Odbornou školu stavitelskou do Brna. Zapojili se do aktivit brněnského klubu architektů.
Po maturitě v roce 1927 pracoval v několika projekčních ateliérech: nejprve u svého učitele Jaroslava Syřiště, pak u stavební firmy V. Nekvasil v Brně a nakonec krátce u stavební firmy F. Havlena v Praze. V roce 1928 následoval svého bratra na Akademii umění a uměleckých řemesel ve Vratislavi. Zde se stal spolupracovníkem svých profesorů Adolfa Radinga a Hanse Scharouna na projektech ve Vratislavi a v Berlíně.
Po návratu ze studií podnikla dvojčata „cestu za poznáním“ do Francie a Spojených států amerických (1930–1931) a po návratu počátkem 30. let se rozhodla založit vlastní kancelář Akademičtí architekti Šlapetové. Kancelář nejprve sídlila v Praze a měla pobočku v Moravské Ostravě, kterou vedl právě Čestmír.
V prosinci 1936 se oženil. Jeho bratr se oženil v červnu 1937 a usadil se v Olomouci, kde rovněž otevřel projekční kancelář. Další spolupráce bratrů byla už jen příležitostná.
Na začátku druhé světové války uzavřel svůj ateliér a pracoval pro Zbrojovku Brno. Po skončení války spolupracoval na regulačním plánu pro obnovu Ostravy. V letech 1948–1950 obnovil svou projekční kancelář, záhy byl ale donucen ji uzavřít a pracoval pro různé firmy (Stavoprojekt, Vítkovické železárny, Potravinoprojekt, KNV Ostrava, Báňské stavby atd.) Od roku 1963 pracoval na Krajské hygienicko-epidemiologické stanici v Ostravě v oboru akustiky a ochrany proti hluku. V roce 1967 byl pozván k roční stáži do Stuttgartu. Po okupaci Československa v srpnu 1968 zůstal v Německu, kde působil jako samostatný architekt v Gautingu.

## Dílo

### Realizované stavby
Společné realizace bratrů Šlapetových jsou uvedeny v článku bratři Šlapetové.
- 1938 – chata K. Veselé, Ostravice
- 1946 – vila Ing. V. Šteinera, Třinec